# Rikihiro Sugiyama
Rikihiro Sugiyama (杉山 力裕, Sugiyama Rikihiro) est un footballeur japonais né le 1er mai 1987. Il évolue au poste de gardien de but.